# Hilton Cincinnati Netherland Plaza
Le Hilton Cincinnati Netherland Plaza est un gratte-ciel de 113 mètres de hauteur construit à Cincinnati dans l'Ohio aux États-Unis en 1931 dans un style Art déco. C'est le plus haut hôtel de l'agglomération de Cincinnati. Il comprend 631 chambres.
L'immeuble fait partie du "Carew Netherland Complex" qui comprend également la Carew Tower. L'ensemble du complexe a été ajouté le 5 aout 1982 au Registre national des lieux historiques et a obtenu l’appellation  "National Historic Landmark" en 1994.
L'immeuble a été conçu par les agences Richard Rauh & Associates, Walter W. Ahlschlager et  Delano & Aldrich, qui ont également conçu la Carew Tower.